# Paderno del Grappa
Paderno del Grappa ist eine Fraktion der nordostitalienische Gemeinde (comune) Pieve del Grappa in der Provinz Treviso in Venetien.

## Geographie
Der Ort liegt etwa 34,5 Kilometer nordwestlich von Treviso am Monte Grappa, unweit der Grenzen zur Provinzen Belluno und Vicenza. 

## Geschichte
Paderno del Grappa war bis 30. Januar 2019 eine eigenständige Gemeinde und bildet seitdem mit der ebenfalls aufgelösten Gemeinde Crespano del Grappa die neue Gemeinde Pieve del Grappa.

## Persönlichkeiten
- Pietro La Fontaine (1860–1935), Kardinal und Patriarch von Venedig, im Ortsteil Fietta verstorben

## Gemeindepartnerschaft
Paderno del Grappa unterhält seit 1990 eine Partnerschaft mit dem niederbayerischen Markt Mallersdorf-Pfaffenberg (Deutschland).